# 吉安专区
吉安专区，中华人民共和国江西省已撤销的专区，在今江西省中西部。1949年设置，属赣西南行署区（副省级），专员公署驻吉安县（今吉安市吉州区）。辖吉安、万安、吉水、永丰、莲花、峡江、安福、泰和、永新、遂川、宁冈11县。
1950年，析吉安县设吉安市。1951年，吉安专区由江西省直辖。1952年，原属南昌专区的新淦县划入吉安专区。1957年，新淦县改称新干县。辖1市、12县。
1958年，撤销宁冈县，并入永新县。1960年，恢复宁冈县（与井冈山管理局合署办公）。1965年，撤销井冈山管理局，并入宁冈县。
1968年，撤销吉安专区，改置井冈山地区。